# 艾拔·禾志利
阿爾伯特·禾志利·方特（Albert Virgili Fort，1983年2月12日—），生於西班牙塔拉戈納，西班牙足球運動員，司職前鋒。

## 球員生涯
禾志利生於西班牙塔拉戈納，出身於當地球會薩拉戈薩的青訓系統，於2008年4月右膝嚴重受傷，但該季仍能上陣18場取得15球，平均87分鐘1球。
2006年7月，禾志利加盟西丙球會拉波夫拉德馬富梅特，為球會射手兼隊長。
2009年7月，禾志利首度出國外流發展，與4名西班牙同鄉來港加盟甲組球會傑志，此事在西班牙當地亦引起哄動，直到2009/10季中，由於其祖父患病身體越來越差，故他要求離隊返回祖家陪伴，而會方亦接納其要求。惟他離隊令球會大失預算，再度四大皆空，其後他回歸拉波夫拉德馬富梅特。

## 球會榮譽
傑志
- 香港社區盃冠軍（2009年）

## 外部連結
- 香港足球總會球員註冊資料 （页面存档备份，存于）